# Bruno Pereirinha
Bruno Alexandre Marques Pereirinha (Amadora, 2 de Março de 1988) é um futebolista português.

## Carreira
Bruno Pereirinha foi formado nas escolas do Sporting, por onde já passaram Luís Figo, Luís Boa Morte, Paulo Futre, Hugo Viana, Ricardo Quaresma e Cristiano Ronaldo. Ascendeu à equipa principal do clube na época 2006/07, após estar na primeira parte da época emprestado ao Olivais e Moscavide.

### Atlético PR
Em julho de 2015 o Atlético-PR contratou o português que defendeu a Lazio,assinou contrato com o Atlético-PR até o fim de 2017.

### Belenenses
Em julho de 2017 Bruno Pereirinha vai regressar ao futebol português e vai assinar pelo Belenenses. O defesa direito terminou contrato com o Atlético Paranaense e assinou contrato válido por uma temporada. 

### Penalti àCruijff
Em Março de 2009 durante o XIII Torneio Internacional da Madeira, pela selecção sub-21, Pereirinha foi escolhido para marcar a conversão de uma grande penalidade, no jogo contra a Selecção cabo-verdiana. Pereirinha optou por marcar de uma forma conhecida como "Penalti à Cruijff", um penalty como fizeram Cruyff/Jesper Olsen com um pequeno toque para o lado, vindo o colega de trás que devolveu a bola e o marcador só tem de empurrar para a baliza. Na tentativa de combinar com Rui Pedro, foram antecipados por um adversário. Perante a situação, o seleccionador nacional Carlos Queiroz ditou a suspensão até ao fim do torneio, de ambos os jogadores, pela atitude.

## Títulos
Sporting
- Taça de Portugal: 2006-07, 2007-08
- Supertaça de Portugal: 2007-08

Lazio
- Coppa Italia: 2012-13

Atlético Paranaense
- Campeonato Paranaense: 2016